# Juízo Final (Fra Angelico)
O Juízo Final é uma pintura do artista renascentista Fra Angelico, concluída em 1431. A peça, comissionada pelo abade Ambrogio Traversari da Ordem dos Camaldulenses, ficava no desaparecido Convento de Santa Maria degli Angeli, e hoje em dia faz parte do Museu Nacional de San Marco, em Florença.

## Descrição da Obra
A pintura mede 105×210 centímetros, com a peculiaridade da parte superior de seu centro, que forma três arcos, contendo Jesus Cristo no centro e uma série de apóstolos e santos em ambos os lados. O formato, provavelmente, foi escolhido para se adequar às dimensões de um cômodo específico. Na parte inferior do quadro, temos ao lado esquerdo a representação do paraíso e dos corpos ressuscitados destinados à salvação, e do lado direito, temos o inferno e os condenados que serão punidas por diversos demônios. Entre os dois grupos, no centro do painel', temos uma sequência de túmulos destampados, estendendo-se ao horizonte em ponto de fuga. Acima dos túmulos, temos um sarcófago.
Rodeando Jesus, temos um grupo de anjos, com um segurando uma cruz na parte de baixo da mandorla, e dois anjos tocando as trombetas que sinalizam a ressurreição dos corpos em cada lado. Do lado esquerdo de Jesus temos Maria, e do lado direito está João Batista. Dentre os santos representados, temos figuras como São Domingos de Gusmão (identificado pela roupa tradicional dos monges dominicanos), São Francisco (tambem usando uma vestimenta tradicional da ordem franciscana) e São Pedro (que segura a chave do céu). Tambem inclusos estão personagens como Moisés (com dois raios de luz saindo de sua cabeça, como em Êxodo 35:29-30),  Davi (identificavel por sua coroa), São Paulo (empunhando uma espada) e São Estevão (com a cabeça sangrando, em referencia a seu martírio).
No lado esquerdo, que representa o paraíso como um jardim, observamos pessoas com diversas vestimentas, como o clero e a nobreza, confraternizando com anjos. No paraiso, as almas fazem uma roda, como em uma dança. Mais acima, vemos duas almas sendo iluminadas pela graça divina, com luz vindo de um portão que representa Jerusalem Celeste (como descrito em Apocalipse 21:23).
No lado direito, que representa a danação eterna, vemos os corpos (que tambem misturam vestimentas de clero, realeza e campesinato) arrastados por demônios e espetados com lanças e tridentes, em direção a uma área claustrofóbica e dividida com punições específicas para cada pecado. Por exemplo, no círculo da avareza, um demônio derrama ouro derretido na garganta de alguém; e no círculo da gula, os condenados sentam em volta de uma mesa, proibidos de comerem dos pratos que estão à sua frente. No nível mais baixo do inferno, Lúcifer, com três cabeças, devora três pessoas ao mesmo tempo. Na cena toda, vemos pessoas envoltas em serpentes (que, no círculo da luxúria, morde os genitais dos que estão sendo torturados) e demônios atormentando os condenados. Essas referências vêm, em grande parte, da Divina Comédia de Dante Alighieri, que influencia muito as representações do inferno (e, em especifico, do Diabo) a partir do século XIV.

## Contexto histórico
A obra foi comissionada para o convento Santa Maria degli Angeli em Florença, que pertencia à Ordem dos Camaldulenses. O abade da ordem, Ambrogio Traversari, era uma figura conhecida nos círculos humanistas da época e, como estudioso e tradutor de textos da antiguidade clássica, provavelmente influenciou na produção da obra. A interpretação dos círculos do inferno vem de textos como o Elucidarium de Honorio de Autun, e A Divina Comédia de Dante Alighieri, enquanto a representação do paraíso provavelmente capta ideias de Tomás de Aquino, como a "iluminação interna" das almas abençoadas por Deus.
O Juízo Final de Fra Angelico apresenta um experimento com perspectiva característico da primeira Renascença (provavelmente inspirado pelas obras de Brunelleschi em San Marco). A fileira de túmulos se estende ao horizonte em uma clara perspectiva com um ponto de fuga. Apesar de um "achatamento" característico dos séculos anteriores ainda ser perceptível (principalmente nos círculos do inferno), fica nítido aqui um passo adiante no que diz respeito ao virtuosismo visual característico das gerações futuras em artistas como Leonardo da Vinci e Albrecht Dürer.
Obras representando o Juízo Final se tornaram cada vez mais comuns a partir do século XII, visando a conversão dos leigos e incrédulos através do medo. Essa temática pode ser vista como um comentário ao mundo contemporâneo de sua criação (com membros de todas as classes sociais, desde as mais altas às mais baixas, sendo julgados pelas suas boas e más ações), assim como uma chamada à conversão e à penitência como uma maneira de se salvar. Sendo assim, obras como a de Fra Angelico representavam um objeto ilustrativo de sermões e pregações, mas também um objeto mnemônico das consequências de cada ato, bom e ruim. Desde a Idade Média, pensa-se na imagem como a maneira de fixar os pensamentos religiosos na mente daqueles que não podem ler os textos sagrados. O Papa Gregório I diz que "o homem iletrado consegue contemplar nas linhas de uma imagem aquilo que ele não consegue aprender pela palavra escrita", e pensadores como Estrabão no século XI e Guilherme Durando no século XIII seguem pensamentos similares.